# Marcus Kann
Marcus Kann (* 1820 in Wien; † 3. Februar 1886 ebenda) war ein österreichischer Schachspieler. Er ist einer der beiden Namensgeber der Caro-Kann-Verteidigung (1. e2–e4 c7–c6).
Während des vierten Kongresses des Deutschen Schachbundes in Hamburg 1885 besiegte Kann den Meister Jacques Mieses mit dieser Eröffnung in 24 Zügen. Diese Partie aus dem von Kann gewonnenen freien Turnier wurde in das Turnierbuch aufgenommen, während seine Partien aus dem Hauptturnier, bei dem er sich mit vier Punkten aus sieben Partien nicht für die Siegergruppe qualifizieren konnte, unveröffentlicht blieben. Horatio Caro veröffentlichte in der Zeitschrift Brüderschaft 1886 eine Analyse der später nach Caro und Kann benannten Schacheröffnung.
Die Deutsche Schachzeitung widmete Kann im April 1886 einen kurzen Nachruf.